# Поліщук Віталій Володимирович
Віталій Володимирович Поліщук (1 липня 1934 — 20 листопада 1999) — український біогеограф, доктор біологічних наук.

Могила Віталія Поліщука

У 1988 році за його ініціативою було засновано лабораторію біогеографії Інституту зоології імені І. І. Шмальгаузена НАН України, якою він керував до 1999 року. Під його керівництвом команда працівників Лабораторії здійснювала широкомасштабні дослідження екології та історичної біогеографії практично усіх важливих груп тварин та рослин, що мешкають у водоймах різного типу в межах колишнього СРСР, головним чином України, а також прилеглих республік.

## З життєпису
Поліщук Віталій Володимирович є одним із засновників асоціації «Зелений світ».
У 1988 році став головним героєм науково-популярного фільму «… і про коників» кіностудії «Київнаукфільм».
Син Микола Поліщук — журналіст, краєзнавець, громадський діяч.
Помер 20 листопада 1999 року. Похований в Києві на Міському кладовищі «Берківцях».

## Некролог у місячнику «Визвольний шлях»

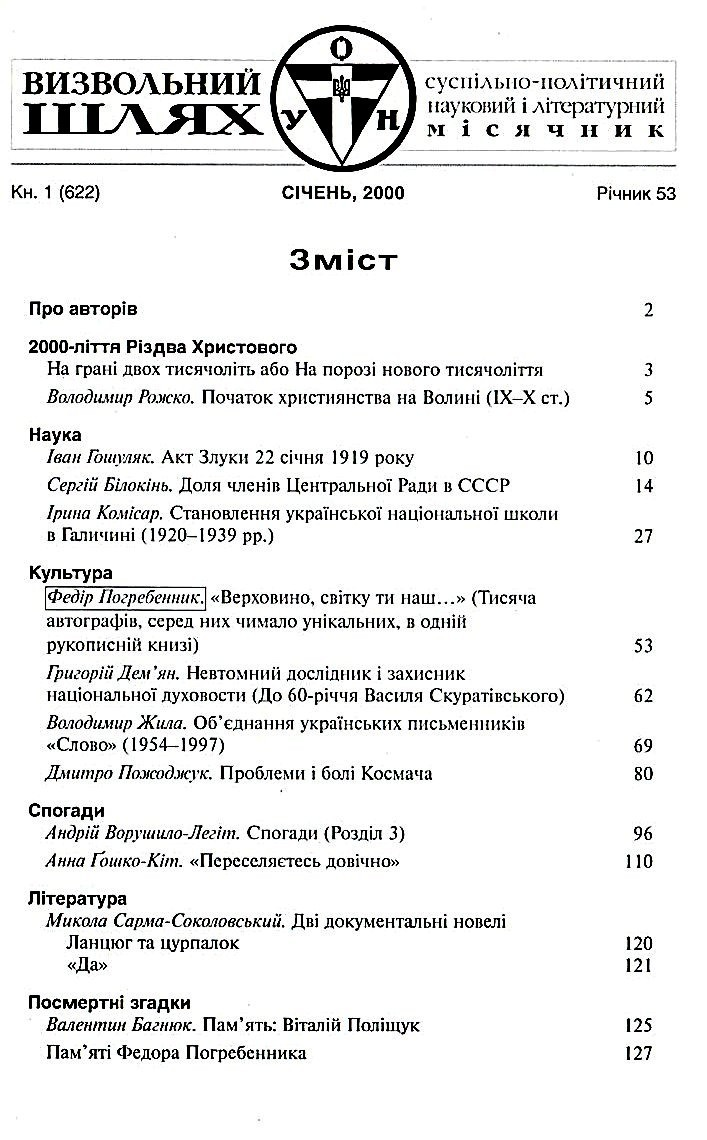
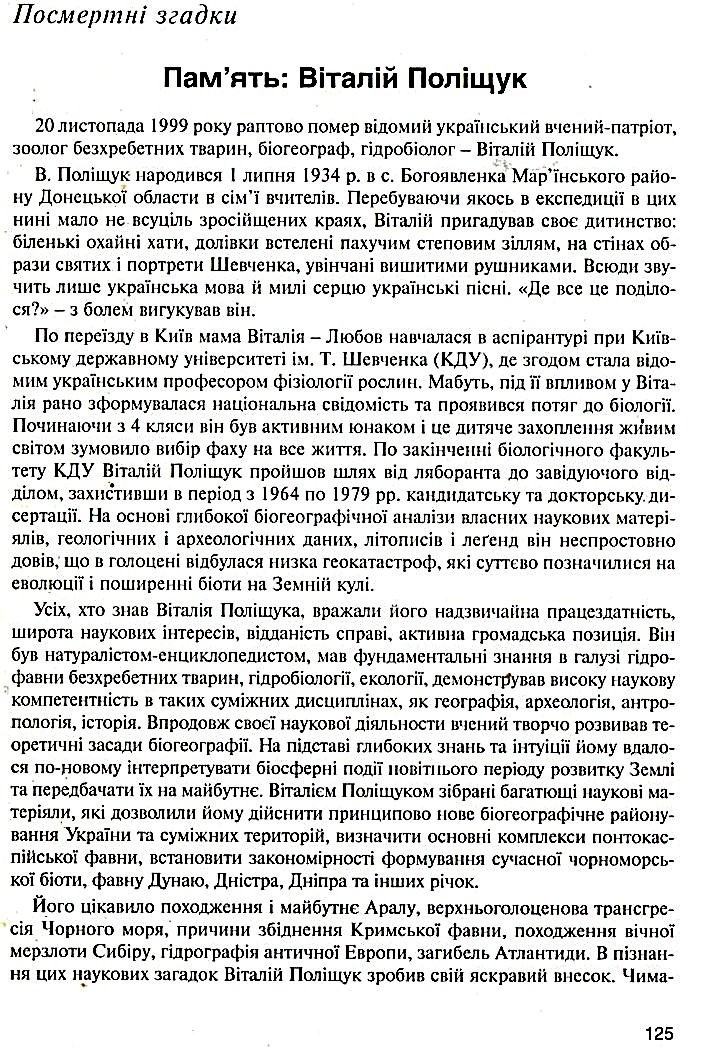
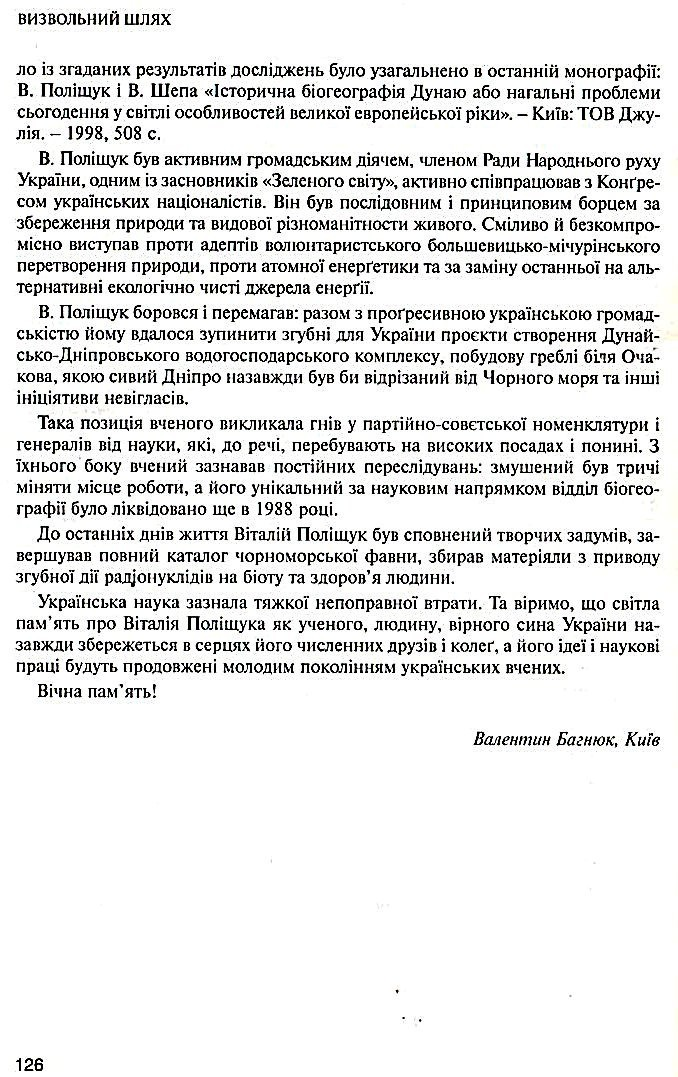

## Членство угромадських організаціях
- академік Української міжнародної академії оригінальних ідей
- член-кореспондент Української екологічної академії[3]

## Список наукових праць В.В.Поліщука
- Полищук В. В. Донная фауна реки Десны и ее изменения под влиянием загрязнений. Автореферат диссертации на соискание ученой степени кандидата биологических наук. — Кишинев: АН Молдавской ССР, 1964 (рос.)
- Поліщук В. В., Радзимовський Д. О. Планктон річки Прип'ять. К.: Наук. думка, 1970. — 290 с.
- Поліщук В. В. Гідрофауна пониззя Дунаю в межах України. К.: Наук. думка, 1974. — 420 c.
- Поліщук В. В. Гідрофауна верхнього Дніпра i особливості ії розвитку влітку 1972 р. // Гідробіологічні дослідження водойм України. — К.: Наук. думка, 1976. — C. 62–95.
- Полищук В. В. Состав, географические особенности и генезис гидрофауны водоемов Украины: дис. … д-ра биол. наук. — К., 1977. — 614 с. (рос.)
- Полищук В. В., Травянко В. С., Коненко Г. Д. Современный гидрохимический и гидробиологический режим Шацких озер и основные задачи по их охране. // Круговорот вещества и энергии в водоемах. Вып.1 — Лиственничное на Байкале. Изд. СО АН СССР — с. 71-78. (рос.)
- Поліщук В. В., Травянко В. С., Коненко Г. Д., Гарасевич І. Г. Гідробіологія і гідрохімія річок Правобережного Придніпров'я. Київ: Наук. думка, 1978—270 с.
- Полищук В. В. О бореальных элементах фауны черноморского бассейна // Гидробиологический журнал, т.14, № 4, 1978 (рос.)
- Поліщук В. В. Гідрофауна річок Північного Приазов'я та біогеографічні особливості Приазовської височини // Малі водойми України та питання їх охорони. — К.: Наук. думка, 1980. — с. 46–82.
- Полищук В. В., Абакумов В. А. Сопоставление систем биологической индикации, апробированных во время совместных советско-английских исследований на базе института гидробиологии АН СССР // Научные основы контроля качества поверхностных вод по гидробиологическим показателям. Труды II Советско-английского семинара. — Л.: Гидрометеоиздат, 1981. — С. 81 -116. (рос.)
- Полищук В. В. и др. Гидробиологические исследования водоемов юго-западной части СССР: Сборник научных трудов — К.: Наук. думка, 1982—164 с.
- Полищук В. В., Гарасевич І. Г., Онанко Ю. И. Сопоставление систем биологической индикации на примере североукраинских водоемов // Журн. Водные ресурсы, 2, 1983. — с. 152—167 (рос.)
- Полищук В. В., НА Гавришова Н.А, Гарасевич И. Г. Методика изучения качества поверхностных вод в различных природных зонах Украины // Журн. Комплексные географические исследования проблем рационального природопользования, К.: Наук. думка, 1984 — с. 102—119 (рос.)
- Полищук В. В. О значительном позднеголоценовом подъёме уровня Чёрного моря и происхождении северных элементов в его фауне // Гидробиологический журнал, т.20, № 4, 1984 — с. 71-78.
- Полищук В. В., Гарасевич И. Г. Биогеографические аспекты изучения водоемов бассейна Дуная в пределах СССР. К.: Наук. думка, 1986. — 252 с. (рос.)
- Полищук В. В. Зоопланктон устьевых участков рек, впадающих в Киевское водохранилище // Гидробиол. журн. — 1987. — Т. 23, № 5. — С. 70–80 (рос.)
- Поліщук В. В. Малі річки України та їх охорона. К.: Знання, 1988. — 32 с.
- Полищук В. В., Фильчагов Л. П. Возрождение малых рек. К.: Урожай, 1989. –184 с.
- Полищук В. В. Дискуссионные моменты биогеографии Черного, Каспийского, Аральского и Карского морей, как отображение их связей в историческое время. К.: Институт зоологии НАНУ, 1990. — 42 с. (рос.)
- Полищук В. В. К познанию зоопланктона озера Нобель // Гидробиол. журн. — 1991. — т. 27, № 1. — С. 11–18 (рос.)
- Поліщук В. В., Шепа В. В. Історична біогеографія Дунаю або нагальні проблеми сьогодення у світлі особливостей великої європейської ріки. К.: «Краса і мода», «Бруклін-Київ ЛТД», 1998. — 512 с., іл.